# Cobalopsis potaro
Cobalopsis potaro is een vlinder uit de familie van de dikkopjes (Hesperiidae). De wetenschappelijke naam van de soort is voor het eerst geldig gepubliceerd in 1931 door Williams & Bell. Deze naam wordt wel beschouwd als een synoniem van Cobalopsis miaba (Schaus, 1902).